# イトトリゲモ
イトトリゲモ(Najas gracillima)は、トチカガミ科イバラモ属に属する水草。和名は、糸のように細い鳥の毛、という意である。

## 分布
東アジアに生育するほか、イタリアでは外来種として生育している。日本でも全国各地に分布している。ため池や水路、水田などで見られる。

## 生態

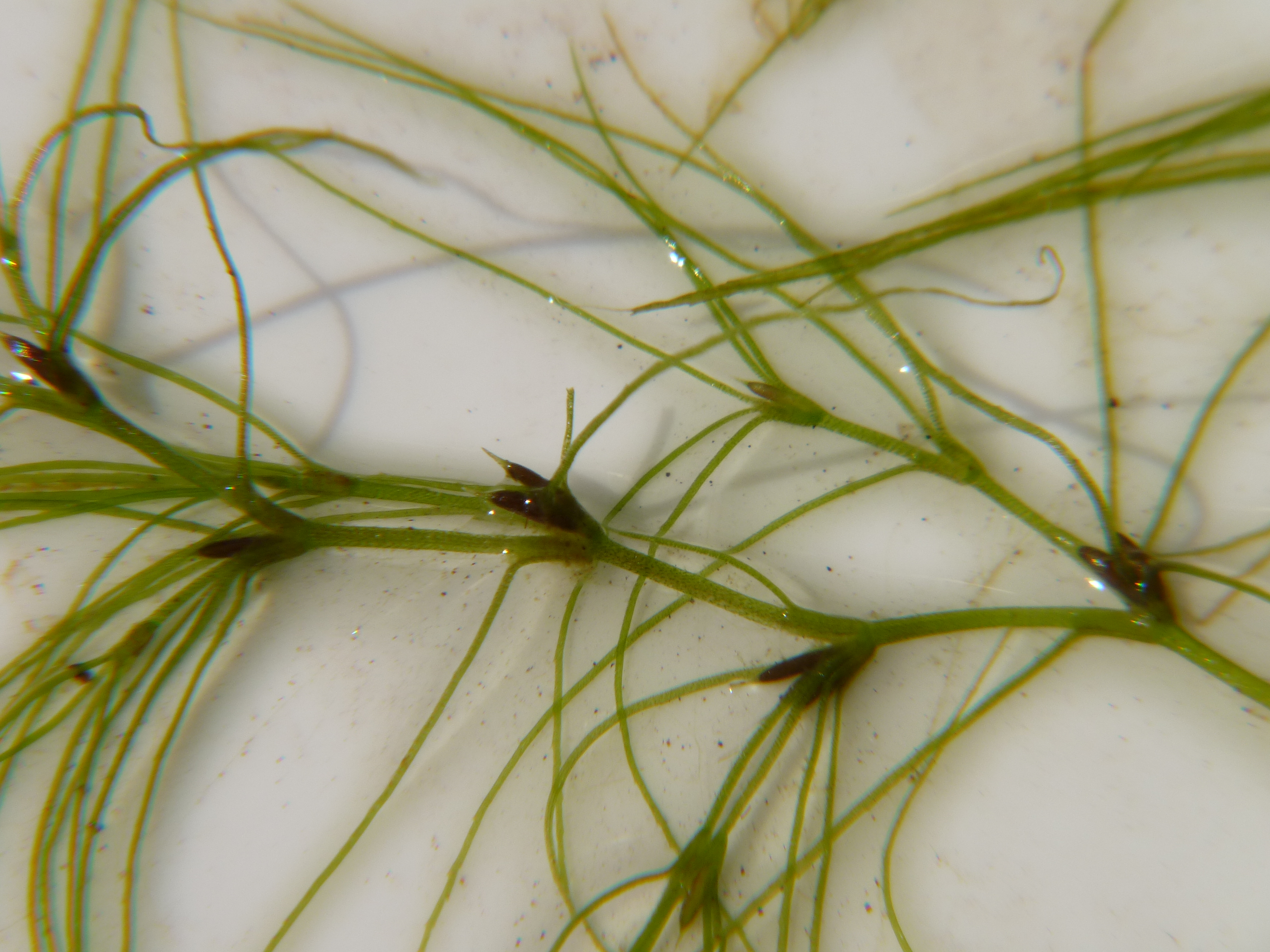
葉腋につく種子

沈水性の一年草。全長は10-30cm、鋸歯のある長さ1-2cmの線形葉を5輪生する。花期は6-9月、葉腋に花をつけ、長さ約2mmの種子が2個並んで形成される。雌雄同株。

## 類似種
ホッスモやオオトリゲモに形態が似るが、イトトリゲモでは葉腋につく種子が2個並ぶという特徴があり、区別の指標となる。ただし、ホッスモなどでも種子が2個並んでつくこともあり、より正確に同定するためには、種子表面の網目模様など他の形態も検討すべきである。